# Золотой свистун
Золотой свистун (лат. Pachycephala pectoralis) — вид воробьиных птиц из семейства свистуновых (Pachycephalidae). Выделяют пять подвидов. Эндемик Австралии.

## Описание
Золотой свистун достигает длины 16—19 см и массы от 19 до 32 г. У взрослых самцов номинативного подвида верхняя часть и бока головы и затылок чёрные, этот цвет распространяется на верхнюю часть груди в виде чёрной нагрудной ленты, охватывающей белый подбородок, горло и скуловую область. Воротник на задней части шеи жёлтый, заходит на бока груди. Верхняя часть тела жёлто-оливковая, немного бледнее на надхвостье и кроющих перьях хвоста. Маховые перья угольно-чёрные с оливково-серой окантовкой на наружных опахалах (очень узкая на первостепенных маховых, узкая на второстепенных маховых и широкая на третьестепенных маховых перьях). Верхние кроющие перья крыла угольно-серые с оливково-жёлтыми окантовкой и кончиками. Хвост чёрный с тёмно-серо-коричневым основанием. Рулевые перья с узкими серыми кончиками. Нижняя часть тела ниже нагрудной полосы жёлтая, бока с оливковым оттенком; радужная оболочка тёмно-красная; клюв чёрный; ноги от серовато-чёрного до чёрного цвета. У взрослых самок верх и бока головы от коричневого до серовато-коричневого цвета. Верхняя часть тела тёмно-оливково-коричневая, кроющие перья хвоста с оливковым оттенком, уздечка бледно-коричневато-серая, кроющие перья ушей серо-коричневые. Верхняя часть крыльев оливково-коричневого цвета, окантовка маховых перья серо-оливковая (ширина окантовки увеличивается от первостепенных к третьестепенным). Кроющие перья крыльев по краям и на кончиках оливково-серые. Хвост тёмно-оливково-коричневый, рулевые перья с узкой каймой оливкового цвета. Подбородок и горло грязновато-белые со слабыми серо-коричневыми полосами, грудь светло-коричневая, брюхо и бока грязновато-белые, нижние кроющие перья хвоста бледно-жёлтые.
У молодых особей тело почти полностью рыжее, маховые перья угольно-коричневые с рыжеватым окаймлением на внешних опахалах , первостепенные кроющие перья крыльев с рыжеватой каймой, второстепенные кроющие перья рыжеватые, рулевые перья с рыжеватой каймой, радужка и клюв тёмно-коричневые. Неполовозрелые особи похожи на взрослых самок, за исключением сохранившейся ювенильной окраски маховых перьев, кроющие перья крыльев (образующие рыжеватое пятно на крыле) и рулевые перья рыжеватые, радужки и клюв коричневого цвета.
Подвид P. p. glaucura также похож на номинанта, но воротник у самцов более узкий, спина и бахрома на маховых и кроющих перьях крыльев тусклее, хвост сероватый с узким чёрным кончиком, нижняя часть груди лимонно-жёлтая, переходящая в беловатую на подхвостье, спина и хвост у самок тускло-коричневато-серые, нижняя часть груди и брюхо серовато-белые, подхвостье белое. Подвид P. p. contempta похож на номинанта, но мельче, у самцов хвост более серый с широкой чёрной субтерминальной полосой, нижняя часть тела с оливковым оттенком; самки немного темнее, верхняя часть тела более коричневая, нижняя часть тела немного светлее. У подвида P. p. xanthoprocta представители обоих полов похожи на самок номинанта, но верхняя часть тела более оливковая, хвост слегка коричневее, нижняя часть груди и брюхо несколько желтее.

## Вокализация
Наблюдаются значительные географические и индивидуальные вариации в вокализации золотого свистуна. В общем, песня состоит из серии громких, чётких свистов, иногда различающихся по громкости и скорости, обычно заканчивающихся 1—2 звуками, похожими на щелчок кнута. В Австралии описаны следующие образцы песен: одиночная, повторяющаяся, чистая по тону нота, за которой следует более короткая, резкая, пронзительная нота «choo choo choo choo chip» или «peep peep peep pu-wit»; короткая песня (осенью и зимой) из одной—двух коротких нот, оканчивающаяся щелчком, «whi-whit» или «whi-whi-whit»; а также «tweet-a-weet-a-weet-a-weet» и нарастающее «seep» (осенью/зимой).

## Места обитания
Золотой свистун является эндемиком Австралии.  Встречается в восточной Австралии от востока Квинсленда на юг до востока Нового Южного Уэльса и Виктории, а также на Тасмании, островах в Бассовом проливе (Кинг и Флиндерс и островах Норфолк и Лорд-Хау. Обитает в лесистых районах с умеренной влажностью, местами проникает в более сухие и нарушенные местообитания, наблюдаются существенные различия в предпочитаемых местообитаниях в разных частях ареала. В Австралии обычно встречается в тропических лесах, влажных и сухих эвкалиптовых лесах и редколесьях (включая миртовые леса и прибрежные заросли), густых кустарниковых зарослях саванны, хвойных лесах, лесах с преобладанием казуарины, чайного дерева или банксии; иногда в сосновых плантациях, садах и парках. На острове Лорд-Хау обитает в равнинных лесах, более распространён в низинах, чем в горах; на Норфолке предпочитает кустарниковый подлесок тропического леса, пальмовые леса, тропический лес с араукарией, иногда встречается в садах. В Австралии встречается от низменностей до больших высот, на севере Квинсленда на высоте от 500 до 1500 м над уровнем моря, в Австралийских Альпах выше 1300 м в сезон размножения и ниже 1000 м зимой.

## Размножение
Золотой свистун — моногамная, территориальная птица. Размер гнездовой территории составляет 0,8—4,5 га. Образует пары в сезон размножения, которые распадаются в остальное время. В Австралии сезон размножения длится с августа по февраль (в основном в сентябре—октябре), на острове Лорд–Хау откладывает яйца с сентября по октябрь и, по крайней мере, с сентября по декабрь на острове Норфолк. Гнездо сооружается самкой при некоторой помощи самца, представляет собой чашечку из веток, стеблей растений, травы, иголок, корешков, коры, опавших листьев, виноградных лоз, иногда шерсти или мха, снаружи обвязанное паутиной, изнутри выстилается травой, корешками, корой, иногда иглами или волосами. Внешний диаметр гнезда составляет 8,9—15,2 см, высота 5,1—8,9 см; внутренний диаметр 5,1—7 см, глубина 3,2—5,1 см. Гнездо размещается на высоте 0,5—9 м (обычно около 3 м) от земли в вертикальной развилке ветки в густой листве (обеспечивающей укрытие сверху) кустарника или небольшого дерева. В кладке 2—3 яйца; окраска скорлупы белого, бледно-кремового или лососевого цвета, с пятнами тёмно-коричневого, красновато-коричневого или янтарного цвета, которые перекрывают тёмно-серые и тускло-фиолетовые отметины, часто сосредоточенные на тупом конце. Продолжительность инкубационного периода составляет 15—16 дней. Птенцы оперяются через 10—12 дней. Насиживают кладку и ухаживают за птенцами и самец, и самка. Максимальная зарегистрированная продолжительность жизни — более 18 лет.

## Подвиды
Выделяют пять подвидов:
- Pachycephala pectoralis pectoralis (Latham, 1801) — от северо-востока Квинсленда до центральной части востока Нового Южного Уэльса
- Pachycephala pectoralis xanthoprocta Gould, 1838 — остров Норфолк
- Pachycephala pectoralis contempta Hartert, 1898 — остров Лорд-Хау
- Pachycephala pectoralis youngi Mathews, 1912 — от юго-востока Южной Австралии до центральной части юга Квинсленда и Виктории
- Pachycephala pectoralis glaucura Gould, 1845 — Тасмания и острова в Бассовом проливе